# James Hardiman
James Hardiman (auch als Séamus Ó hArgadáin bekannt) (* 1782; † 1855) war ein irischer Bibliothekar und Schriftsteller.
Hardimann wurde im Westen Irlands um das Jahr 1782 geboren. Sein Vater hatte ein kleines Gut im County Mayo. Er war ausgebildeter Jurist und hatte eine Stelle im Dublin Castle inne. Außerdem war er aktives Mitglied der Royal Irish Academy und sammelte zahlreiche Beispiele traditioneller irischer Musik. Im Jahre 1855 wurde er Bibliothekar des kurz zuvor gegründeten Queen’s College, Galway. Ihm zu Ehren ist die dortige Bibliothek benannt.
Hardiman ist vor allem wegen seiner Geschichte der Stadt und Grafschaft Galway (1820) und der Irish Minstrelsy (1831) bekannt, einer der ersten Veröffentlichungen irischer Gedichte und Lieder.

## Werke
- The history of the town and county of the town of Galway. From the earliest period to the present time. Dublin 1820 (Online in Englisch)
- Irish Minstrelsy or Bardic remains of Ireland with English poetical translations. Shannon 1831 (1971, ISBN 0-7165-0333-6)
- Ancient Irish Deeds and Writing, chiefly relating to Landed Property, from the twelfth to the seventeenth century. Dublin 1828